# Arlind Ajeti
Arlind Afrim Ajeti (Basilea, 25 settembre 1993) è un calciatore svizzero naturalizzato albanese, difensore del Bodrum e della nazionale albanese.

## Biografia
Nato e cresciuto in Svizzera ma è di origini kosovare-albanesi. Ha anche due fratelli minori, Albian ed Adonis, anch'essi calciatori.

## Carriera

### Club

#### Basilea
Cresciuto nelle giovanili del Basilea, dove è rimasto fino al 2010, fa il suo esordio invece nella Super League (Svizzera), la massima serie del campionato svizzero sempre con la maglia del Basilea durante la stagione 2011-2012.
Nella stagione 2012-2013 ha fatto il suo debutto in Europa League e la stagione successiva ha debuttato anche in Champions League.

#### Frosinone
Il 24 novembre 2015 viene ufficializzato il trasferimento al Frosinone. Con la squadra ciociara firma un contratto fino a giugno 2016, con rinnovo automatico in caso di salvezza per i due anni successivi. Il 6 gennaio 2016 esordisce in Serie A nel match che vede i ciociari ospiti del Sassuolo: curiosamente, durante la partita, terminata sul punteggio di 2 a 2, realizzerà sia un goal che un autogoal.

#### Torino e il prestito al Crotone
Il 10 luglio 2016 viene acquistato a parametro zero dal Torino, con cui firma un contratto triennale, con scadenza il 30 giugno 2019. Debutta in campionato il 5 febbraio 2017 contro l'Empoli. Il 12 febbraio realizza il suo primo gol in maglia granata nella partita tra Torino-Pescara (terminata 5-3), partita in cui realizza anche un autogoal.
Il 1º agosto 2017 passa in prestito con diritto di riscatto al Crotone. Il 1º luglio 2018 è rientrato al Torino, ma, non rientrando nei piani tecnici della società, si è ritrovato escluso dal ritiro estivo, rescindendo il contratto con i granata nell'agosto dello stesso anno.

#### Grasshoppers e Vejle
Il 13 settembre 2018 fa ritorno in Svizzera firmando per il Template:Ca\lcio Grasshoppers.
Il 18 febbraio 2020 viene acquistato dai danesi del Vejle.

#### Reggiana
Il 24 settembre 2020 firma per la Reggiana. Tre giorni dopo fa il suo esordio con gli emiliani nella partita casalinga contro il Pisa, subentrando a Davide Voltan al 79'. Il 23 gennaio 2021 segna il primo gol nella partita casalinga col L.R. Vicenza, vinta per 2-1. Colleziona in totale 25 presenze e 2 reti totali con la maglia della Reggiana, retrocedendo tuttavia in Serie C a fine stagione.

#### Padova
Dopo un inizio di stagione da svincolato, il 16 novembre 2021 firma un contratto con il Padova, militante in Serie C. Il 1º febbraio 2022 segna il suo primo gol con i veneti, decidendo la trasferta in casa della Pergolettese. A fine stagione decide di non rinnovare il contratto con i patavini.

#### Pordenone
Il 12 luglio 2022 firma per il Pordenone. Il 6 novembre segna la sua prima reti con i friulani nel rotondo successo per 5-0 sul Lecco.

### Nazionale
Gioca la sua prima partita con la nazionale svizzera Under-21 a Vila-real il 6 febbraio 2013 in occasione della partita amichevole contro la Slovacchia Under-21, partita poi persa per 1-0.
Dopo aver giocato per le varie rappresentative minori svizzere, arrivando fino alla Nazionale svizzera Under-21, nel 2014 decide di giocare per la nazionale albanese. Nella sua scelta hanno inciso anche le sue origini kosovari. L'8 novembre 2014 riceve la sua prima convocazione in nazionale maggiore per le partite amichevoli contro Francia ed Italia del 14 e 18 novembre 2014.
Il 14 novembre 2014 fa il suo debutto ufficiale con la maglia dell'Albania nella partita amichevole giocata a Rennes contro la Francia subentrando al minuto 69 al posto di Amir Abrashi.
Viene convocato per gli Europei 2016 in Francia, durante i quali scende in campo due volte.

## Statistiche

### Presenze e reti nei club
Statistiche aggiornate al 6 aprile 2025.
| Stagione          | Squadra           | Campionato        | Campionato | Campionato | Coppe nazionali | Coppe nazionali | Coppe nazionali | Coppe continentali | Coppe continentali | Coppe continentali | Altre coppe | Altre coppe | Altre coppe | Totale | Totale |
| Stagione          | Squadra           | Comp              | Pres       | Reti       | Comp            | Pres            | Reti            | Comp               | Pres               | Reti               | Comp        | Pres        | Reti        | Pres   | Reti   |
| ----------------- | ----------------- | ----------------- | ---------- | ---------- | --------------- | --------------- | --------------- | ------------------ | ------------------ | ------------------ | ----------- | ----------- | ----------- | ------ | ------ |
| 2010-2011         | Basilea U-21      | 1L                | 23         | 1          | -               | -               | -               | -                  | -                  | -                  | -           | -           | -           | 23     | 1      |
| 2011-gen. 2012    | Basilea U-21      | 1L                | 18         | 1          | -               | -               | -               | -                  | -                  | -                  | -           | -           | -           | 18     | 1      |
| 2012-gen. 2013    | Basilea U-21      | 1L                | 12         | 0          | -               | -               | -               | -                  | -                  | -                  | -           | -           | -           | 12     | 0      |
| lug.-ago. 2013    | Basilea U-21      | PL                | 11         | 2          | -               | -               | -               | -                  | -                  | -                  | -           | -           | -           | 11     | 2      |
| ago.-set. 2014    | Basilea U-21      | PL                | 3          | 0          | -               | -               | -               | -                  | -                  | -                  | -           | -           | -           | 3      | 0      |
| Totale Basilea II | Totale Basilea II | Totale Basilea II | 67         | 4          |                 | -               | -               |                    | -                  | -                  |             | -           | -           | 67     | 4      |
| gen.-giu. 2012    | Basilea           | SL                | 1          | 0          | CS              | 2               | 0               | UCL                | -                  | -                  | -           | -           | -           | 3      | 0      |
| gen.-giu. 2013    | Basilea           | SL                | 4          | 0          | CS              | 3               | 0               | UEL                | 1                  | 0                  | -           | -           | -           | 8      | 0      |
| 2013-2014         | Basilea           | SL                | 19         | 1          | CS              | 4               | 0               | UCL+UEL            | 8+4                | 0                  | -           | -           | -           | 35     | 1      |
| 2014-2015         | Basilea           | SL                | 3          | 0          | CS              | 2               | 0               | UCL                | 1                  | 0                  | -           | -           | -           | 6      | 0      |
| Totale Basilea    | Totale Basilea    | Totale Basilea    | 27         | 1          |                 | 11              | 0               |                    | 14                 | 0                  |             | -           | -           | 52     | 1      |
| nov. 2015-2016    | Frosinone         | A                 | 16         | 1          | CI              | -               | -               | -                  | -                  | -                  | -           | -           | -           | 16     | 1      |
| 2016-2017         | Torino            | A                 | 4          | 1          | CI              | 1               | 0               | -                  | -                  | -                  | -           | -           | -           | 5      | 1      |
| 2017-2018         | Crotone           | A                 | 21         | 0          | CI              | 2               | 0               | -                  | -                  | -                  | -           | -           | -           | 23     | 0      |
| set. 2018-2019    | Grasshoppers      | SL                | 16         | 2          | CS              | 0               | 0               | -                  | -                  | -                  | -           | -           | -           | 16     | 2      |
| feb.-lug. 2020    | Vejle             | 1D                | 8          | 0          | CD              | 0               | 0               | -                  | -                  | -                  | -           | -           | -           | 8      | 0      |
| 2020-2021         | Reggiana          | B                 | 24         | 2          | CI              | 1               | 0               | -                  | -                  | -                  | -           | -           | -           | 25     | 2      |
| nov. 2021-2022    | Padova            | C                 | 17+5       | 1+0        | CI-C            | 4               | 0               | -                  | -                  | -                  | -           | -           | -           | 26     | 1      |
| 2022-2023         | Pordenone         | C                 | 32+1       | 6+0        | CI-C            | 0               | 0               | -                  | -                  | -                  | -           | -           | -           | 33     | 6      |
| 2023-2024         | CFR Cluj          | L1                | 21+1       | 3+0        | CR              | 1               | 0               | UECL               | 2                  | 0                  | -           | -           | -           | 25     | 3      |
| ago.-set. 2024    | CFR Cluj          | L1                | 1          | 0          | CR              | 0               | 0               | UECL               | 0                  | 0                  | -           | -           | -           | 1      | 0      |
| Totale CFR Cluj   | Totale CFR Cluj   | Totale CFR Cluj   | 22+1       | 3+0        |                 | 1               | 0               |                    | 2                  | 0                  |             | -           | -           | 26     | 3      |
| set. 2024-2025    | Bodrum            | SL                | 23         | 0          | TK              | 1               | 0               | -                  | -                  | -                  | -           | -           | -           | 24     | 0      |
| Totale carriera   | Totale carriera   | Totale carriera   | 278+6      | 21+0       |                 | 21              | 0               |                    | 16                 | 0                  |             | -           | -           | 321    | 21     |

### Cronologia presenze e reti in nazionale
| Cronologia completa delle presenze e delle reti in nazionale ― Albania | Cronologia completa delle presenze e delle reti in nazionale ― Albania | Cronologia completa delle presenze e delle reti in nazionale ― Albania | Cronologia completa delle presenze e delle reti in nazionale ― Albania | Cronologia completa delle presenze e delle reti in nazionale ― Albania | Cronologia completa delle presenze e delle reti in nazionale ― Albania | Cronologia completa delle presenze e delle reti in nazionale ― Albania | Cronologia completa delle presenze e delle reti in nazionale ― Albania |
| Data                                                                   | Città                                                                  | In casa                                                                | Risultato                                                              | Ospiti                                                                 | Competizione                                                           | Reti                                                                   | Note                                                                   |
| ---------------------------------------------------------------------- | ---------------------------------------------------------------------- | ---------------------------------------------------------------------- | ---------------------------------------------------------------------- | ---------------------------------------------------------------------- | ---------------------------------------------------------------------- | ---------------------------------------------------------------------- | ---------------------------------------------------------------------- |
| 14-11-2014                                                             | Rennes                                                                 | Francia                                                                | 1 – 1                                                                  | Albania                                                                | Amichevole                                                             | -                                                                      | 69’                                                                    |
| 18-11-2014                                                             | Genova                                                                 | Italia                                                                 | 1 – 0                                                                  | Albania                                                                | Amichevole                                                             | -                                                                      | 74’                                                                    |
| 13-6-2015                                                              | Elbasan                                                                | Albania                                                                | 1 – 0                                                                  | Francia                                                                | Amichevole                                                             | -                                                                      |                                                                        |
| 4-9-2015                                                               | Copenaghen                                                             | Danimarca                                                              | 0 – 0                                                                  | Albania                                                                | Qual. Euro 2016                                                        | -                                                                      | 75’                                                                    |
| 7-9-2015                                                               | Elbasan                                                                | Albania                                                                | 0 – 1                                                                  | Portogallo                                                             | Qual. Euro 2016                                                        | -                                                                      |                                                                        |
| 13-11-2015                                                             | Pristina                                                               | Kosovo                                                                 | 2 – 2                                                                  | Albania                                                                | Amichevole                                                             | -                                                                      | 63’                                                                    |
| 16-11-2015                                                             | Tirana                                                                 | Albania                                                                | 2 – 2                                                                  | Georgia                                                                | Amichevole                                                             | -                                                                      | 22’                                                                    |
| 29-3-2016                                                              | Lussemburgo                                                            | Lussemburgo                                                            | 0 – 2                                                                  | Albania                                                                | Amichevole                                                             | -                                                                      | 67’                                                                    |
| 29-5-2016                                                              | Hartberg                                                               | Albania                                                                | 3 – 1                                                                  | Qatar                                                                  | Amichevole                                                             | 1                                                                      |                                                                        |
| 3-6-2016                                                               | Bergamo                                                                | Albania                                                                | 1 – 3                                                                  | Ucraina                                                                | Amichevole                                                             | -                                                                      | 46’                                                                    |
| 15-6-2016                                                              | Marsiglia                                                              | Francia                                                                | 2 – 0                                                                  | Albania                                                                | Euro 2016 - 1º turno                                                   | -                                                                      | 85’                                                                    |
| 19-6-2016                                                              | Lione                                                                  | Romania                                                                | 0 – 1                                                                  | Albania                                                                | Euro 2016 - 1º turno                                                   | -                                                                      |                                                                        |
| 24-3-2017                                                              | Palermo                                                                | Italia                                                                 | 2 – 0                                                                  | Albania                                                                | Qual. Mondiali 2018                                                    | -                                                                      |                                                                        |
| 28-3-2017                                                              | Elbasan                                                                | Albania                                                                | 1 – 2                                                                  | Bosnia ed Erzegovina                                                   | Amichevole                                                             | -                                                                      | 46’ 73’                                                                |
| 2-9-2017                                                               | Elbasan                                                                | Albania                                                                | 2 – 0                                                                  | Liechtenstein                                                          | Qual. Mondiali 2018                                                    | -                                                                      |                                                                        |
| 5-9-2017                                                               | Strumica                                                               | Macedonia                                                              | 1 – 1                                                                  | Albania                                                                | Qual. Mondiali 2018                                                    | -                                                                      |                                                                        |
| 6-10-2017                                                              | Alicante                                                               | Spagna                                                                 | 3 – 0                                                                  | Albania                                                                | Qual. Mondiali 2018                                                    | -                                                                      |                                                                        |
| 13-11-2017                                                             | Adalia                                                                 | Turchia                                                                | 2 – 3                                                                  | Albania                                                                | Amichevole                                                             | -                                                                      | 67’                                                                    |
| 26-3-2018                                                              | Elbasan                                                                | Albania                                                                | 0 – 1                                                                  | Norvegia                                                               | Amichevole                                                             | -                                                                      |                                                                        |
| 3-6-2018                                                               | Évian-les-Bains                                                        | Albania                                                                | 1 – 4                                                                  | Ucraina                                                                | Amichevole                                                             | -                                                                      | 65’                                                                    |
| 31-3-2021                                                              | Serravalle                                                             | San Marino                                                             | 0 – 2                                                                  | Albania                                                                | Qual. Mondiali 2022                                                    | -                                                                      |                                                                        |
| 24-9-2022                                                              | Tel Aviv                                                               | Israele                                                                | 2 – 1                                                                  | Albania                                                                | UEFA Nations League 2022-2023 - 1º turno                               | -                                                                      | 45’ 78’                                                                |
| 12-10-2023                                                             | Tirana                                                                 | Albania                                                                | 3 – 0                                                                  | Rep. Ceca                                                              | Qual. Euro 2024                                                        | -                                                                      |                                                                        |
| 17-10-2023                                                             | Tirana                                                                 | Albania                                                                | 2 – 0                                                                  | Bulgaria                                                               | Amichevole                                                             | -                                                                      | 46’                                                                    |
| 3-6-2024                                                               | Szombathely                                                            | Albania                                                                | 3 – 0                                                                  | Liechtenstein                                                          | Amichevole                                                             | -                                                                      | 62’                                                                    |
| 7-6-2024                                                               | Szombathely                                                            | Albania                                                                | 3 – 1                                                                  | Azerbaigian                                                            | Amichevole                                                             | -                                                                      | 77’                                                                    |
| 15-6-2024                                                              | Dortmund                                                               | Italia                                                                 | 2 – 1                                                                  | Albania                                                                | Euro 2024 - 1º turno                                                   | -                                                                      |                                                                        |
| 19-6-2024                                                              | Amburgo                                                                | Croazia                                                                | 2 – 2                                                                  | Albania                                                                | Euro 2024 - 1º turno                                                   | -                                                                      |                                                                        |
| 24-6-2024                                                              | Düsseldorf                                                             | Albania                                                                | 0 – 1                                                                  | Spagna                                                                 | Euro 2024 - 1º turno                                                   | -                                                                      |                                                                        |
| 14-10-2024                                                             | Tbilisi                                                                | Georgia                                                                | 0 – 1                                                                  | Albania                                                                | UEFA Nations League 2024-2025 - 1º turno                               | -                                                                      |                                                                        |
| 16-11-2024                                                             | Tirana                                                                 | Albania                                                                | 0 – 0                                                                  | Rep. Ceca                                                              | UEFA Nations League 2024-2025 - 1º turno                               | -                                                                      |                                                                        |
| 19-11-2024                                                             | Tirana                                                                 | Albania                                                                | 1 – 2                                                                  | Ucraina                                                                | UEFA Nations League 2024-2025 - 1º turno                               | -                                                                      |                                                                        |
| 21-3-2025                                                              | Londra                                                                 | Inghilterra                                                            | 2 – 0                                                                  | Albania                                                                | Qual. Mondiali 2026                                                    | -                                                                      |                                                                        |
| 24-3-2025                                                              | Tirana                                                                 | Albania                                                                | 3 – 0                                                                  | Andorra                                                                | Qual. Mondiali 2026                                                    | -                                                                      |                                                                        |
| 7-6-2025                                                               | Tirana                                                                 | Albania                                                                | 0 – 0                                                                  | Serbia                                                                 | Qual. Mondiali 2026                                                    | -                                                                      |                                                                        |
| Totale                                                                 |                                                                        | Presenze (49º posto)                                                   | 35                                                                     |                                                                        | Reti (48º posto)                                                       | 1                                                                      |                                                                        |

| Cronologia completa delle presenze e delle reti in nazionale ― Svizzera under 21 | Cronologia completa delle presenze e delle reti in nazionale ― Svizzera under 21 | Cronologia completa delle presenze e delle reti in nazionale ― Svizzera under 21 | Cronologia completa delle presenze e delle reti in nazionale ― Svizzera under 21 | Cronologia completa delle presenze e delle reti in nazionale ― Svizzera under 21 | Cronologia completa delle presenze e delle reti in nazionale ― Svizzera under 21 | Cronologia completa delle presenze e delle reti in nazionale ― Svizzera under 21 | Cronologia completa delle presenze e delle reti in nazionale ― Svizzera under 21 |
| Data                                                                             | Città                                                                            | In casa                                                                          | Risultato                                                                        | Ospiti                                                                           | Competizione                                                                     | Reti                                                                             | Note                                                                             |
| -------------------------------------------------------------------------------- | -------------------------------------------------------------------------------- | -------------------------------------------------------------------------------- | -------------------------------------------------------------------------------- | -------------------------------------------------------------------------------- | -------------------------------------------------------------------------------- | -------------------------------------------------------------------------------- | -------------------------------------------------------------------------------- |
| 6-2-2013                                                                         | Vila-real                                                                        | Slovacchia under 21                                                              | 1 – 0                                                                            | Svizzera under 21                                                                | Amichevole                                                                       | -                                                                                |                                                                                  |
| 22-3-2013                                                                        | Francoforte                                                                      | Germania under 20                                                                | 2 – 1                                                                            | Svizzera under 21                                                                | Amichevole                                                                       | -                                                                                | 70’                                                                              |
| 26-3-2013                                                                        | Barcellona                                                                       | Svizzera under 21                                                                | 2 – 3                                                                            | Germania under 20                                                                | Amichevole                                                                       | 1                                                                                |                                                                                  |
| 6-6-2013                                                                         | Stoccolma                                                                        | Svezia under 21                                                                  | 3 – 2                                                                            | Svizzera under 21                                                                | Amichevole                                                                       | -                                                                                | 80’                                                                              |
| 14-8-2013                                                                        | Lisbona                                                                          | Portogallo under 21                                                              | 5 – 2                                                                            | Svizzera under 21                                                                | Amichevole                                                                       | -                                                                                | 84’                                                                              |
| 5-9-2013                                                                         | Lettonia                                                                         | Lettonia under 21                                                                | 0 – 2                                                                            | Svizzera under 21                                                                | Qual. Europeo Under-21 2015                                                      | -                                                                                |                                                                                  |
| 9-9-2013                                                                         | Vaduz                                                                            | Liechtenstein under 21                                                           | 0 – 6                                                                            | Svizzera under 21                                                                | Qual. Europeo Under-21 2015                                                      | -                                                                                | 24’                                                                              |
| 14-10-2013                                                                       | Zurigo                                                                           | Svizzera under 21                                                                | 0 – 2                                                                            | Croazia under 21                                                                 | Qual. Europeo Under-21 2015                                                      | -                                                                                | 37’                                                                              |
| 18-11-2013                                                                       | Berna                                                                            | Svizzera under 21                                                                | 1 – 2                                                                            | Ucraina under 21                                                                 | Qual. Europeo Under-21 2015                                                      | -                                                                                |                                                                                  |
| 5-3-2014                                                                         | Yverdon                                                                          | Svizzera under 21                                                                | 5 – 1                                                                            | Liechtenstein under 21                                                           | Qual. Europeo Under-21 2015                                                      | -                                                                                |                                                                                  |
| 22-5-2014                                                                        | Copenaghen                                                                       | Danimarca under 21                                                               | 0 – 2                                                                            | Svizzera under 21                                                                | Amichevole                                                                       | -                                                                                |                                                                                  |
| 4-9-2014                                                                         | Kiev                                                                             | Ucraina under 21                                                                 | 2 – 0                                                                            | Svizzera under 21                                                                | Qual. Europeo Under-21 2015                                                      | -                                                                                |                                                                                  |
| Totale                                                                           |                                                                                  | Presenze                                                                         | 12                                                                               |                                                                                  | Reti                                                                             | 1                                                                                |                                                                                  |

## Palmarès

### Club

#### Competizioni nazionali
- Campionato svizzero: 4

Basilea: 2011-2012, 2012-2013, 2013-2014, 2014-2015
- Coppa Svizzera: 1

Basilea: 2011-2012
- 1. Division: 1

Vejle: 2019-2020
- Coppa Italia Serie C: 1

Padova: 2021-2022